# Havasi lile
A havasi lile (Charadrius morinellus) a madarak osztályának lilealakúak (Charadriiformes) rendjébe, ezen belül a lilefélék (Charadriidae) családjába tartozó faj.

## Rendszerezése
A fajt Carl von Linné svéd természettudós írta le 1758-ban. Egyes szervezetek az Eudromias nembe sorolják egyetlen fajként, Eudromias morinellus néven.

## Előfordulása
Európa északi részén, valamint Ázsiában Szibéria területén fészkel. Telelni Afrika északi részére vonul. Természetes élőhelyei a tundrák, mérsékelt övi gyepek és cserjések, valamint szántóföldek.

### Kárpát-medencei előfordulása
Magyarországon rendszeres átvonuló, augusztus végén jelenik meg, létszáma októberben tetőzik, a tavaszi vonulása kevésbé ismert. A Hortobágyon kívül a dél-alföldi szikes pusztákon látni kisebb csapatait, újabban a Dunántúlon is megfigyelték.

## Megjelenése
Testhossza 20-22 centiméter, szárnyfesztávolsága 57-64 centiméteres, testtömege 90-130 gramm.

## Életmódja
Főleg rovarokkal, pókokkal, férgekkel és puhatestűekkel táplálkozik, de a tundra növényeit is fogyasztja. Zúzókövet is találtak a gyomrában.

## Szaporodása
A tojó nagyobb és színesebb, mint a hím és ők harcolnak a kegyeikért. Fészekalja 1-4 sötét pöttyös tojásból áll, melyen 24-28 napig kotlik, általában a hím. A fiókákat még 25-30 napig gondozza.
|  |  |  |

## Természetvédelmi helyzete
Az elterjedési területe rendkívül nagy, egyedszáma viszont csökken, de még nem éri el a kritikus szintet. A Természetvédelmi Világszövetség Vörös listáján nem fenyegetett fajként szerepel. Magyarországon védett, természetvédelmi értéke 50 000 forint.